# Ida Schweizer-Buser
Ida Schweizer-Buser (* 12. März 1925 in Liestal; † 1. September 1985;  heimatberechtigt in Zunzgen) war eine Schweizer Schriftstellerin und Mundart-Dichterin.

## Leben und Werk
Ida Buser war eine Tochter des Landwirts Traugott Buser und der Anna, geborene Scheuermann. Zusammen mit ihren fünf jüngeren Geschwistern wuchs sie in Niederdorf auf und besuchte die Bezirksschule in Waldenburg. Als älteste Tochter konnte sie keine Berufslehre absolvieren, da sie auf dem elterlichen Landwirtschaftsbetrieb mitarbeiten musste. Während der Wintermonate arbeitete sie in einer nahe gelegenen Uhrenfabrik.
1946 heiratete sie Hans Schweizer. Sie schrieb neben ihrer Arbeit als Hausfrau, Mutter und Halbtagsangestellte Mundart-Gedichte sowie Erzählungen. Die Pflege und Erhaltung der Baselbieter Mundart war ihr dabei ein grosses Anliegen. Ihre Schriften, die das ländlich-bäuerliche Leben beschreiben, veröffentlichte sie unter ihrem Namen in Zeitschriften und in einem kleinen Band. Zudem trug sie ihre Texte in Radiosendungen und an Vortragsabenden vor. Ihre Texte wurden verschiedentlich vertont und finden besonders bei Trachten- und Jodelgruppen Anerkennung. Als aktives Mitglied gehörte sie der Trachtengruppe Liestal an.
Ida Schweizer-Buser wurde für ihr Werk mehrmals ausgezeichnet u. a. 1975 von der Literaturkommission Baselland.